# 가나이 다이
가나이 다이(일본어: 金井 大, 1927년 1월 29일 ~ 2001년 6월 17일)는 일본의 배우 겸 성우로, 군마현 다카사키시 출신했다.